# O Gosto da Criação
O Gosto da Criação é o décimo quinto álbum do cantor brasileiro Zé Ramalho, lançado em 2002.

## Faixas
Todas as faixas por Zé Ramalho
1. O gosto da criação - 3:48
2. A única coisa que eu quero - 4:16
3. Aprendendo a vencer - 4:40
4. Tudo que fiz foi viver - 4:15
5. O silêncio dos inocentes - 4:44
6. O que vale para sempre - 3:33
7. Coisas boas e mais - 4:08
8. Fissura - 5:33
9. Luz da excelência - 3:53
10. Modificando o olhar - 4:22
11. É praticando na vida que muito vai aprender - 4:05
12. O apocalipse de Zé Limeira - 4:49

## Músicos
- Zé Ramalho - Vocais, violão arranjo nas faixas 1, 3, 6, 7, 11, 12, viola de doze cordas nas faixas 5, 8, guitarra na faixa 12
- Roberta de Recife - Vocais nas faixas 5, 8, 10
- Yamandú Costa - Violão na faixa 1
- Jamil Joanes - Baixo nas faixas 1, 2, 3, 4, 6, 7, 10, 11, 12
- Chico Guedes - Baixo nas faixas 5, 8
- Eduardo Krieger - Baixo na faixa 9
- Rick Ferreira - Steel guitar na faixa 3
- Luiz Antônio - Teclado nas faixas 1, 2, 4, 6, 7, 9, 10, 12
- Dodô de Moraes - Arranjos nas faixas 5, 8, teclado nas faixas 5, 8
- Dênis Ferreira - Bateria na faixa 2, percussão na faixa 12
- Sandro Moreno - Bateria na faixa 5, 8
- Renato Massa - Bateria na faixa 9
- João Firmino - Percussão nas faixas 1, 3, 4, 6, 7, 10
- Dênis Ferreira - Percussão na faixa 11
- Dominguinhos - Accordion nas faixas 4, 11
- Aldrin de Caruaru - Acordeão na faixa 10
- Waldonys - Acordeão na faixa 12
- Toti Cavalcanti - Saxofone nas faixas 5, 8
- Naílson Simões - Trompete na faixa 7
- Glauco Cruz - Violino na faixa 10, rabeca na faixa 11
- Robertinho de Recife - Arranjo em todas as faixas (exceto 6 e 11), guitarra nas faixas 2, 5, 6, 11, 12, viola de doze cordas na faixa 7, sítara na faixa 10